# Klasky Csupo
Klasky Csupo, Inc. – studio założone w 1983 przez Arlene Klasky i Gábora Csupó. Jest znane z m.in. Pełzaków, Dzikiej rodzinki czy Rocket Power.

## Historia w Hollywood
Na początku Arlene Klasky i Gábor Csupó wynajęli dwie sypialnie w Hollywood. W następnym roku przenieśli swoją firmę do Hollywood i zaczęła się ich kariera.

## Kreskówki studia
Poniżej znajduje się lista kreskówek wyprodukowanych przez Arlene Klasky i Gábora Csupó:
- Pełzaki
- Rocket Power
- Dzika rodzinka
- Słowami Ginger
- All Grown Up
- McDonalds
- Prawdziwe potwory
- Sonto Bugito
- Duckman
- Zestresowany Eryk